# Duomo di Città della Pieve
La concattedrale dei Santi Gervasio e Protasio è il principale luogo di culto cattolico di Città della Pieve, concattedrale dell'arcidiocesi di Perugia-Città della Pieve.

## Storia
L'attuale chiesa ha una storia molto antica. La primitiva costruzione risale al IV-V secolo, sostituita da un edificio romanico nell'VIII secolo, a sua volta ristrutturato secondo il gusto gotico nel XIII secolo. Di questi antichi interventi rimangono solo poche tracce nella chiesa attuale, che risale al XVI-XVII secolo, quando divenne cattedrale della diocesi. Appartengono a questo periodo le cappelle laterali ed il campanile che affianca l'edificio.
Risale al periodo gotico la costruzione della cripta sotto l'altare maggiore, edificata su resti di edifici civili precedenti, risalenti all'epoca etrusco-romana.

## Descrizione
La chiesa, dedicata ai santi patroni della città, è ricca di opere d'arte del Cinquecento e Seicento. In particolare vi si possono ammirare:
- Battesimo di Cristo (1510 circa) e Madonna in gloria fra santi (1514) del Perugino;
- Sposalizio della Vergine (1620) e Madonna del Carmine (1528) di Antonio Circignani detto il Pomarancio; dello stesso è la decorazione dell'abside con la Gloria celeste (1598), andata in parte distrutta per un crollo dovuto ad un fulmine nel 1783; in sacrestia è conservata una tela del Pomarancio raffigurante il Battesimo di Gesù
- Madonna con Bambino fra angeli e santi di Domenico Alfani (1521);
- Madonna fra santi attribuita a Giannicola di Paolo;
- Madonna in trono fra santi di Salvio Savini (fine Cinquecento);
- un Crocifisso ligneo attribuito al Gianbologna (1550).

Nelle adiacenze della sacrestia è un museo della cattedrale, dove sono conservate opere risalenti alle varie fasi costruttive della cattedrale, nonché materiale diverso di carattere liturgico e la bolla originale della istituzione della diocesi (di papa Clemente VIII).